# Lee Soo-young
Lee Soo-Young (født Lee Ji Yeon 12. april 1979 i Seoul, Sydkorea) er en koreansk sanger, først og fremmest af ballader. Hun debuterede i 1999 i Korea med hittet "I Believe" Hun har udgivet ni albums og fem mini-albums (mærket som Ferie i Lombok, Classic, As Time Goes By, An Autumn Day, Once) og seks OST. Hun er anerkendt i Korea for hendes kraftfulde stemme og selv om hun sjældent optræder i egne musikvideoer, har hun opnået en stor popularitet. Hun har også for optrådt på en række forskellige shows, der viser hendes sans for humor og hendes evne til at være komisk og ubekymret, hvilket har bidraget til hendes popularitet. I dag er betragtes hun som en af Koreas mest berømte og dygtige balladesangere.
Hun er den ældste af tre børn, har en lillebror og en lillesøster. Hendes fader døde ved en bilulykke, da hun var 9 år gammel. Derefter begyndte hendes moder at arbejde i restauranter og som mælkemand. Lee begyndte at gå i kirke, og efter hendes eget udsagn hjalp det hende til at forblive i live. Efter, at hendes moder døde i en bilulykke, begyndte hun en karriere som sanger.
I 2001 sang hun den officielle koreanske version af Final Fantasy X sangen "Suteki Da Ne" på koreansk, med titlen "얼마나 좋을까" ("Eolmana Joheulkka").
I 2004 begyndte hendes albummer at blive solgt i Japan. Hun udgav et studiealbum og to singler. Hun opnåede en position som nr 125 på Oricon chart.
Hun udgav sit syvende album, Grace, den 21. januar 2006. Det klarede sig meget godt og var i stand til at ryge direkte til toppen af hitlisterne. Populariteten for albummet førte til udgivelsen af en beskåret (ompakket) udgave af Grace, hvoraf kun 30.000 eksemplarer blev produceret.
Hun fremførte en ny sang skrevet af hende selv med titlen "Lavendel" fra sit nye album ved vielsen af hendes nære ven, Park Kyung-lim, Seo Min-jung.
Den 5. oktober 2010, giftede hun sig med sin forlovede, som hun mødte gennem kirken. De datede for omkring et år, før de blev gift på Villa de Bailey vielsessted. I februar 2011 meddelte hun, at hun var fire måneder gravid og ville føde sit første barn i sommeren 2011, og i løbet af denne tid ville hun kun fokusere på at forberede fødslen af barnet og hendes radioshow på KBS 2FM (89.1Mhz).

## Discography

### Studio albums
1. 17.11.1999 I Believe
2. 10.02.2001 Never Again
3. 13.12.2001 Made in Winter
4. 11.09.2002 My Stay in Sendai
5. 21.08.2003 This Time
6. 10.09.2004 The Colors of My Life
7. 21.01.2006 Grace
8. 13.09.2007 Set It Down (내려놓음)
9. 21.10.2009 Dazzle

### Andre albummer
1. 18.09.2001 Concert Album 'Thank Her (그녀에게 감사해요), Lee Soo Young Live'
2. 24,01.2003 Special Album 'Sweet Holiday in Lombok'
3. 12.01.2004 Classic
4. 10.01.2005 As Time Goes By
5. 20.10.2005 2005 Special Album 'An Autumn Day'
6. 28.03.2013 Classic: The Remake Dubeonjjae (클래식: 더 리메이크 두번째)

### Mini-album
1. 13.11.2008 Once

### Singler
1. 23.06.2004 Saigo no Wagamama (最後のわがまま / The Final Indulgence)
2. 10.10.2012 Nice Girl (The Innocent Man - Nice Guy OST)

## TV serier
The Accidental Couple (KBS2, 2009)

## Variety shows
| Year | Network   | Title                              | Role     | Note                                                                                     |
| ---- | --------- | ---------------------------------- | -------- | ---------------------------------------------------------------------------------------- |
| 2015 | MBC       | King of Mask Singer                | Deltager | Episode 37 and 38 (with the stage name "The Goddess of Beauty Aphrodite Playing A Harp") |
| 2015 | KBS2      | 1 vs. 100                          | Deltager | 2015.11.24                                                                               |
| 2014 | KBS World | Immortal Songs: Singing the Legend | Deltager | 2014.08.09                                                                               |
| 2013 | JTBC      | Hidden Singer                      | Deltager | Episode 5 - Season 1 (2013.03.30)                                                        |
| 2009 | KBS2      | Happy Together                     | Gæst     | Episode 105 - Season 3 (2009.07.16)                                                      |
| 2006 | SBS       | X-Man                              | Gæst     | Episode 118 til 126                                                                      |

## Hæderspriser
- 2003 MBC Top 10 Gayo Festival: Daesang
- 2002 Mnet Asian Music Awards - Best Ballad Performance[7]
- 2003 Mnet Asian Music Awards - Best Female Solo[8]
- 2004 Mnet Asian Music Awards - Best Female Video[9]
- 2004 Golden Disk Awards: Daesang
- 2004 MBC Top 10 Gayo Festival: Daesang